# Danijel Brezič
Danijel Brezič (* 15. Februar 1976 in Murska Sobota) ist ein ehemaliger slowenischer Fußballspieler.

## Karriere

### Verein
Brezič begann seine Karriere beim NK Mura. Bei Mura rückte er zur Saison 1993/94 in den Kader der Profis. In seiner ersten Spielzeit kam er zu 14 Einsätzen in der 1. SNL, in denen er zwei Tore erzielte. In der Saison 1994/95 absolvierte er 23 Partien. In den Saisonen 1995/96 und 1996/97 kam er jeweils zu 31 Einsätzen in der höchsten slowenischen Spielklasse. Zur Saison 1997/98 wechselte er zum Ligakonkurrenten NK Rudar Velenje. In zwei Jahren in Velenje absolvierte er 60 Partien in der 1. SNL.
Zur Saison 1999/2000 wechselte Brezič zum österreichischen Bundesligisten SC Austria Lustenau. Für Lustenau kam er in seiner ersten Spielzeit zu 28 Einsätzen in der Bundesliga, aus der er mit den Vorarlbergern zu Saisonende jedoch abstieg. In der Saison 2000/01 spielte er dann 33 Mal in der zweiten Liga für Lustenau. Zur Saison 2001/02 wechselte der Mittelfeldspieler nach Belgien zum Erstligaaufsteiger RWD Molenbeek. Für Molenbeek kam er zu neun Einsätzen in der Division 1A, der Klub löste sich nach Saisonende allerdings auf, woraufhin der Slowene den Verein nach einer Spielzeit wieder verlassen musste.
Daraufhin kehrte er in seine Heimat zurück und schloss sich dem NK Maribor an. In seiner ersten Saison in Maribor kam er zu 21 Einsätzen und wurde mit dem Klub Meister. In der Saison 2003/04 spielte er 29 Mal, in der Saison 2004/05 kam er zu 21 Einsätzen. Zur Saison 2005/06 wechselte Brezič zum Ligakonkurrenten NK Celje. Für Celje kam er in zwei Spielzeiten zu 59 Einsätzen in der 1. SNL. Zur Saison 2007/08 wechselte er weiter innerhalb der Liga zum NK Domžale. In seiner ersten Saison in Domžale wurde der Achter zum zweiten Mal slowenischer Meister; in der Meistersaison absolvierte er 28 Partien. In der Saison 2008/09 spielte er 32 Mal.
Zur Saison 2009/10 schloss er sich Interblock Ljubljana an. Für den Hauptstadtklub absolvierte er 13 Partien in der 1. SNL, ehe er Interblock im Oktober 2009 vorzeitig wieder verließ. Daraufhin kehrte er dann im Januar 2010 nach Celje zurück. Dort absolvierte er in eineinhalb Jahren weitere 44 Partien für den Klub. Zur Saison 2011/12 wechselte er ein zweites Mal nach Österreich, diesmal zum Regionalligisten Grazer AK. In GAK kam er aufgrund von Verletzungsproblemen jedoch nie für die erste Mannschaft zum Einsatz, für die Reserve der Grazer absolvierte er im Frühjahr 2012 vier Partien in der fünfthöchsten Spielklasse. Nach der Saison 2011/12 verließ er die Steirer wieder. Nach über eineinhalb Jahren ohne Klub wechselte er im April 2014 zum Kärntner Landesligisten SG Steinfeld. Mit Steinfeld stieg er jedoch am Ende der Spielzeit 2013/14 aus der Kärntner Liga ab. Nach weiteren sieben Einsätzen für Steinfeld in der Unterliga beendete er nach der Herbstsaison 2015/16 seine Karriere als Aktiver.

### Nationalmannschaft
Brezič spielte 1993 zweimal für die slowenische U-18-Auswahl. Von 1994 bis 1997 kam er zu 20 Einsätzen im U-21-Team. Im März 1998 absolvierte er in einem Testspiel gegen Polen sein einziges Spiel in der A-Nationalmannschaft.

## Erfolge
NK Maribor
- Slowenischer Meister: 2003

NK Domžale
- Slowenischer Meister: 2008